# Virmajärvi (sjö i Finland)
Virmajärvi är en sjö i Finland. Den ligger i kommunen Savitaipale i landskapet Södra Karelen, i den södra delen av landet, 170 km nordost om huvudstaden Helsingfors. Virmajärvi ligger 90,2 meter över havet. Den är 27 meter djup. Arean är 10,57 kvadratkilometer och strandlinjen är 65,68 kilometer lång. Sjön  ingår i Vuoksens huvudavrinningsområde.   I omgivningarna runt Virmajärvi växer i huvudsak barrskog. Den sträcker sig 6,5 kilometer i nord-sydlig riktning, och 5,4 kilometer i öst-västlig riktning.
I övrigt finns följande i Virmajärvi:
- Kovalahdensaari (en ö)
- Loissaari (en ö)
- Hatisensaari (en ö)
- Riutta (en ö)
- Vuorisaari (en ö)
- Korsaari (en ö)
- Kalliosaari (en ö)
- Lamposaari (en ö)
- Saunasaari (en ö)
- Outisensaari (en ö)
- Palosaari (en ö)
- Sepänsaari (en ö)
- Kotisaari (en ö)
- Rutjasaari (en ö)
- Vapunsaari (en ö)
- Pekonsaari (en ö)
- Poikasaari (en ö)
- Salkosaari (en ö)